# So Far (Album)
So Far ist das dritte Album der US-amerikanischen Rockband und Supergroup Crosby, Stills, Nash & Young beziehungsweise das vierte der Formation Crosby, Stills & Nash. Wie die Vorgängeralben Déjà Vu (1970) und 4 Way Street (1971) erreichte das Werk Platz 1 der Billboard 200-Charts und war damit das dritte Album der Band in Folge, das diese Auszeichnung erhielt. Die RIAA vergab Gold und sechsmal Platin.

## Zum Album
Nachdem sich CSNY nach einer Sommertournee 1970 aufgrund massiver Meinungsverschiedenheiten getrennt hatten (gleichwohl wurde die Band nicht offiziell aufgelöst), kam es 1973 wieder zu einem Zusammenschluss, um eine internationale Stadiontournee zu planen und ein neues Album herauszubringen. Persönliche Differenzen ließen das Album-Vorhaben frühzeitig scheitern. Zu einer Tournee – es sollte die erste reine Stadiontournee der Musikgeschichte werden – entschlossen sich die vier Protagonisten aber dennoch. Daraufhin brachte die Plattenfirma Atlantic Records das Album So Far als „Notlösung“ heraus, um von der Popularität der Band weiterhin profitieren zu können. Bei So Far handelt es sich um eine reine Kompilation bereits veröffentlichter CSN(Y)-Titel ohne neues Material (Greatest Hits). Fünf der insgesamt sechs Singleauskopplungen, die die Top 40 erreicht hatten, sind auf dem Album enthalten. Obwohl die Band auf dem Standpunkt stand, dass ein derartiges Werk keinen Mehrwert erzielen könne („...absurd...“), konnte im Rahmen der pressewirksam aufbereiteten, exklusiven Stadion-Tour 1974 letztlich doch ein enormer wirtschaftlicher Erfolg verbucht werden.
So Far wurde aus den einzigen beiden Studioalben zusammengestellt, die CSN(Y) bis dahin überhaupt veröffentlicht hatten: Crosby, Stills & Nash (1969) und Déjà Vu (1970). Hinzu kamen das bislang nur als Single veröffentlichte Lied Ohio und seine B-Seite Find the Cost of Freedom, die nun erstmals auf einer Langspielplatte erschienen. Das Schallplattencover wurde von der Freundin und Kollegin der Band, Joni Mitchell gemalt, die auch den auf der Platte enthaltenen Song Woodstock geschrieben hatte. Das Album wurde in den 1980er-Jahren auf CD nachbearbeitet und veröffentlicht und dann erneut am 20. September 1994 herausgegeben, nachdem es durch Joe Gastwirt bei Ocean View Digital unter Benutzung der originalen Master-Tapes remastered wurde.

## Titel
1. Déjà Vu (Crosby) – 4:10
2. Helplessly Hoping (Stills) – 2:38
3. Wooden Ships (David Crosby, Paul Kantner, Stephen Stills) – 5:26
4. Teach Your Children (Nash) – 2:53
5. Ohio (Young) – 3:00
6. Find The Cost Of Freedom (Stills) – 1:55
7. Woodstock (Joni Mitchell) – 3:52
8. Our House (Nash) – 2:58
9. Helpless (Young) – 3:34
10. Guinnevere (Crosby) – 4:38
11. Suite: Judy Blue Eyes (Stills) – 7:24

## Gastmusiker
- Jerry Garcia: Pedal-Steel-Gitarre (auf Teach Your Children)
- John Sebastian: Mundharmonika (auf Déjà Vu)